# Узкий Луг (Иркутская область)
У́зкий Луг — село в Черемховском районе Иркутской области, административный центр Узколугского сельского поселения.

## География
Село расположено в нижнем течении реки Белой, на левом берегу, в 57 км от устья, примерно в 27 км южнее районного центра Черемхово, на высоте над уровнем моря 458 м. Село расположилось в глубокой впадине и протянулось вдоль реки на 3 км с запада на восток.

## История
Село Узкий Луг считается самым старым в районе, оно было основано в XVII веке с началом заселения русскими Южного Приангарья.

## Население
| 2002 | 2010 | 2011 | 2012 |
| ---- | ---- | ---- | ---- |
| 592  | ↗595 | ↘593 | →593 |

По данным переписи населения 2010 года, в селе Узкий Луг проживало 595 человек (275 мужчин и 320 женщин).

## Инфраструктура
В селе есть средняя школа, детский сад, фльдшерско-акушерский пункт, Дом культуры. Действует животноводческое предприятие.

## Известные уроженцы
- Загоскин, Михаил Васильевич (1830—1904) — русский писатель.